# Renrum

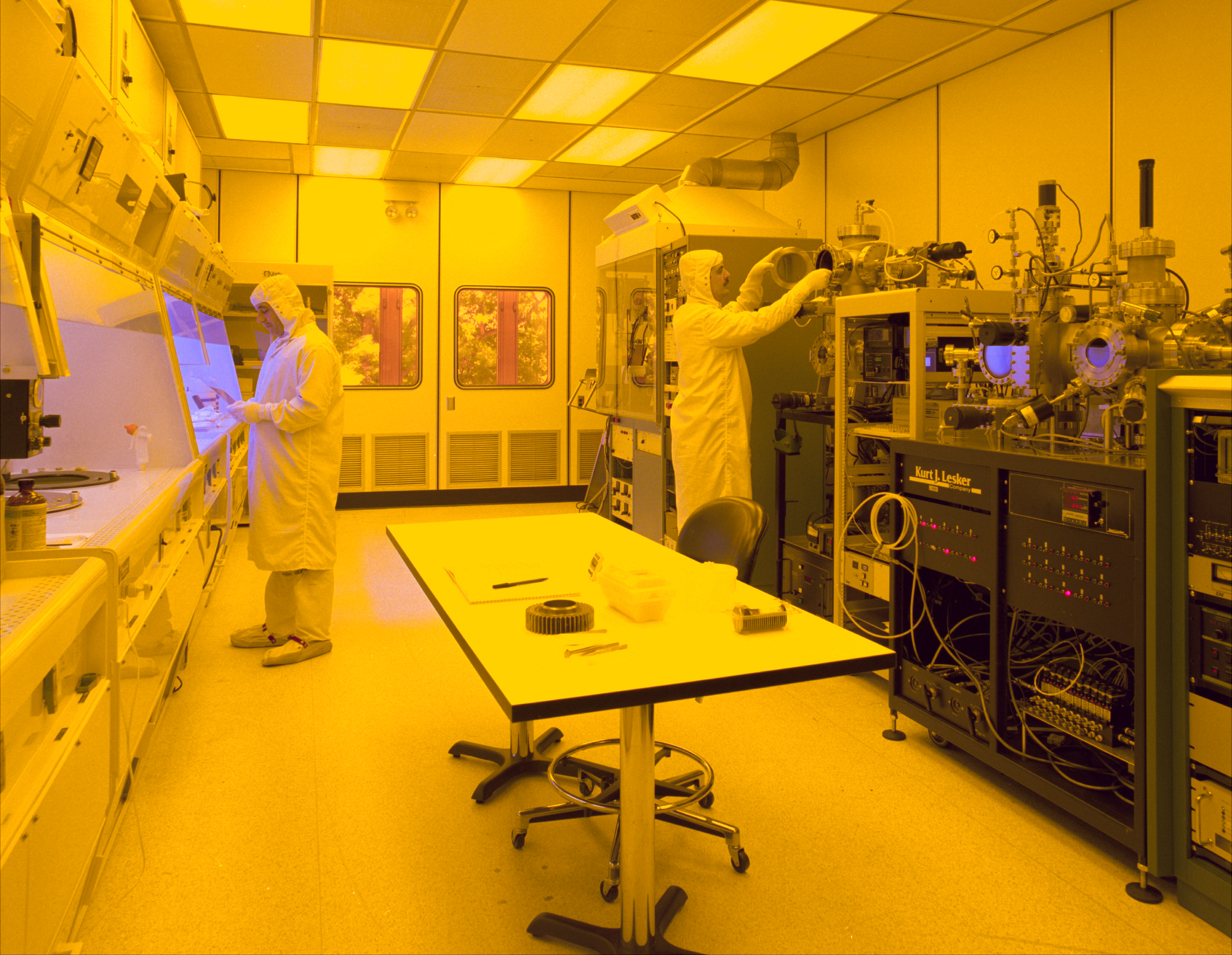
Renrum för produktion av mikrosystem

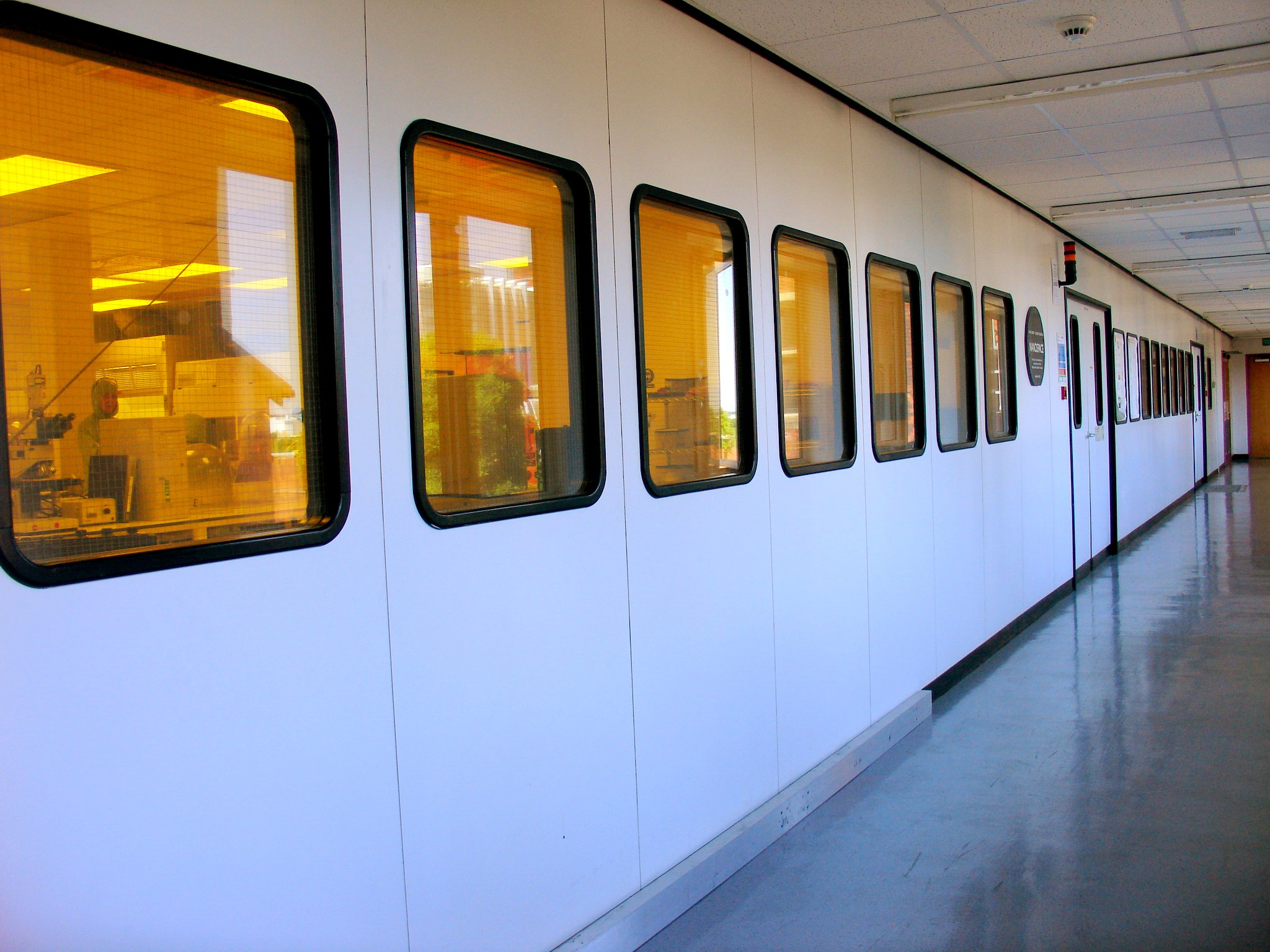
Renrum sett utifrån

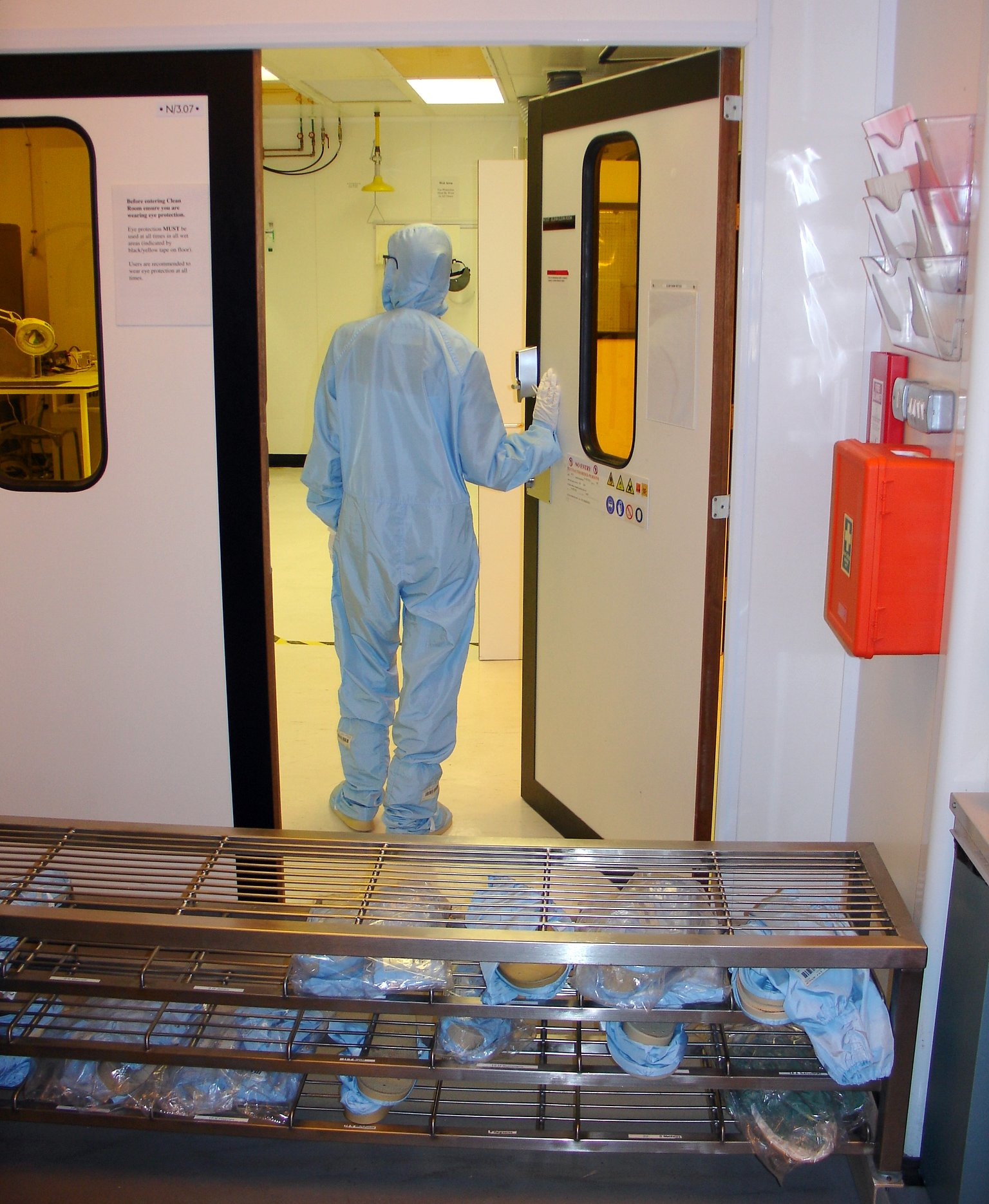
Ingång till renrum utan luftdusch

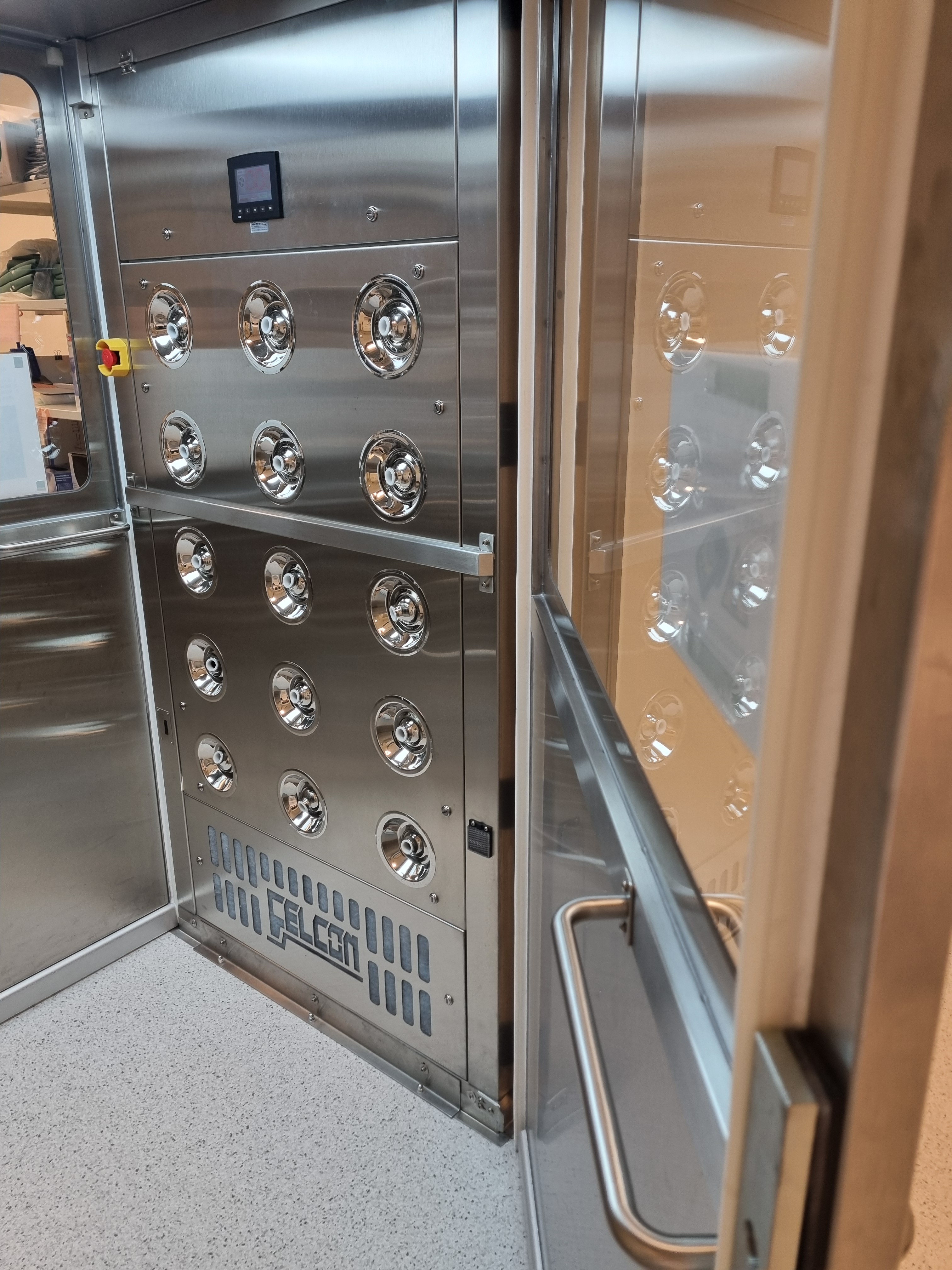
En luftdusch där luften blåser ur de små piparna och sugs in genom filtret i botten.

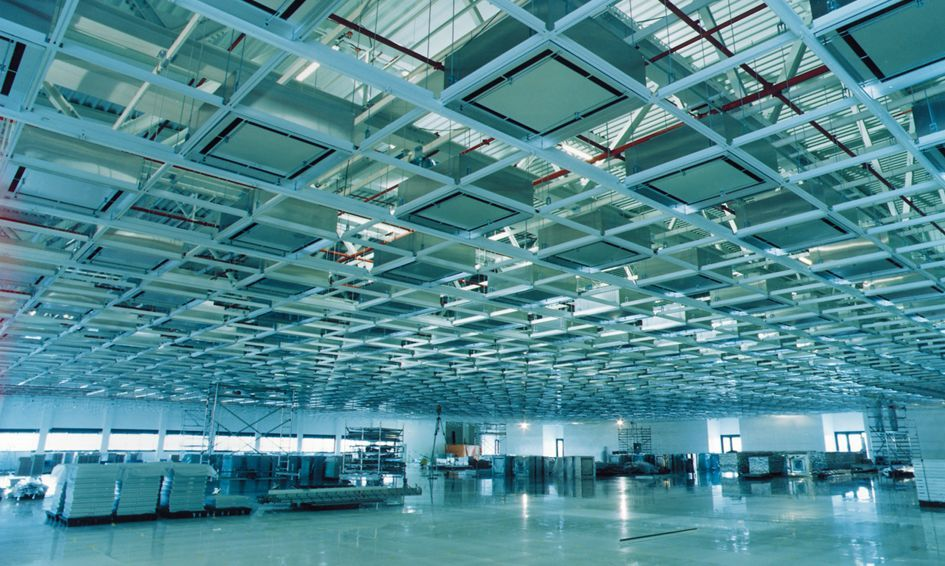
Renrum for tillverkning av mikroelektronik med luftfilter i takgallret

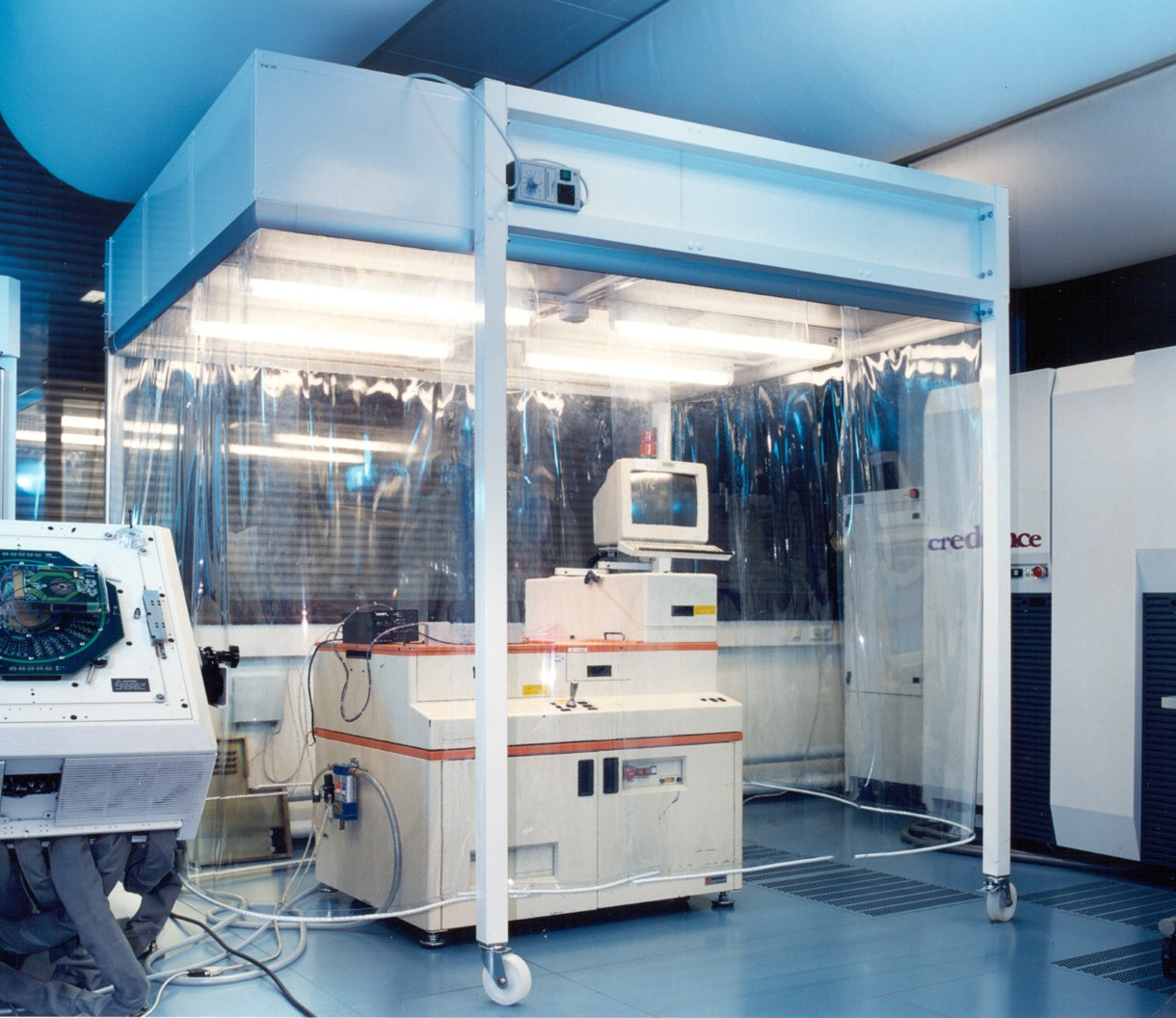
Renrum för precisionsmätningsutrustning

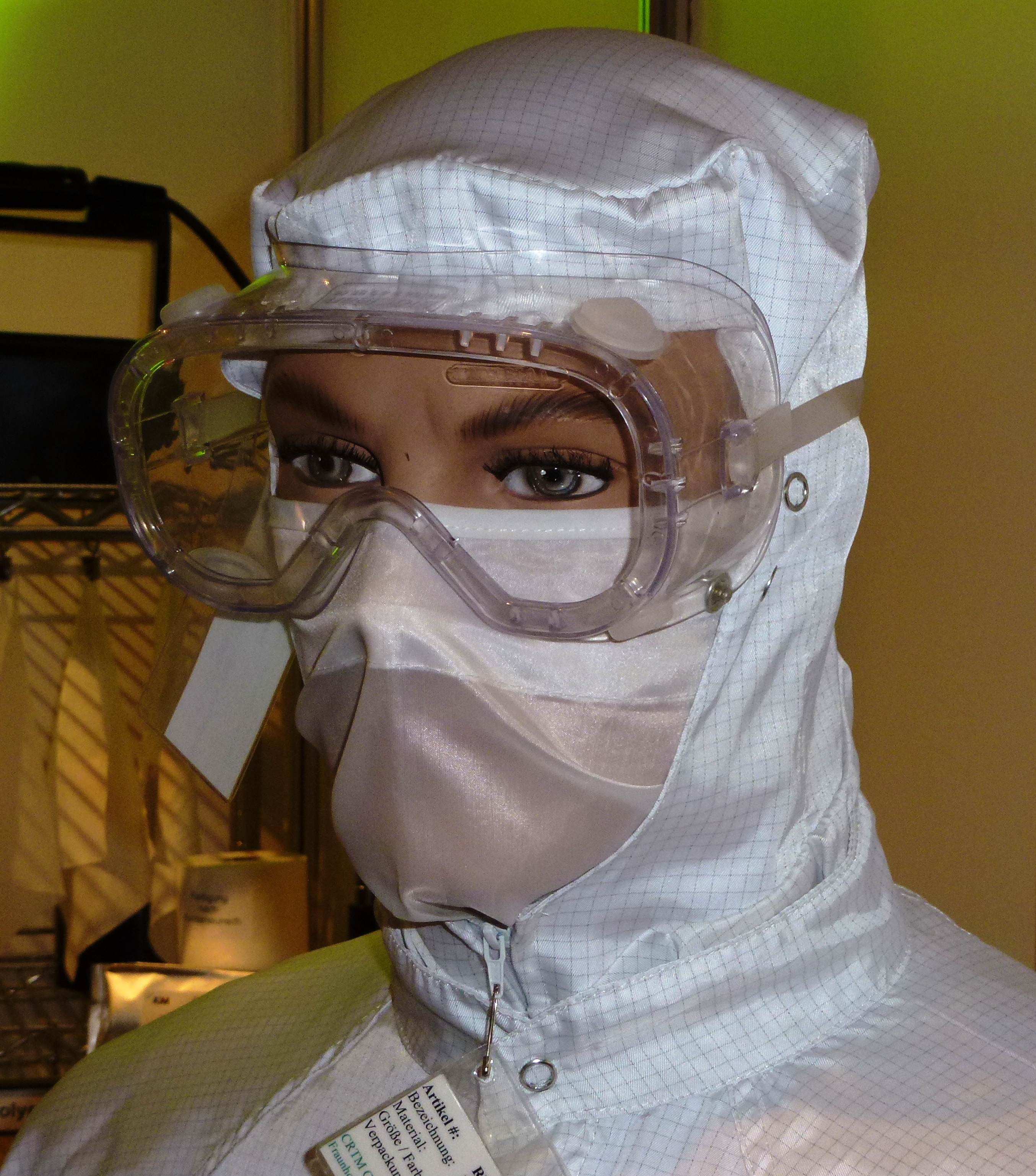
Typisk huvudklädsel i renrum

Ett renrum är en miljö, där tillverkning eller vetenskaplig forskning bedrivs. Renrum har låga halter av miljöföroreningar som damm, luftburna mikrober, aerosolpartiklar och kemikalieångor. Mer korrekt uttryckt har ett renrum en kontrollerad nivå av föroreningar som anges med antalet partiklar per kubikmeter vid en bestämd partikelstorlek. För att göra en jämförelse så innehåller luft i en typisk stadsmiljö omkring 35.000.000 partiklar per kubikmeter i storleken 0,5 µm och större i diameter, vilket motsvarar ett renrum av klass ISO 9. Ett renrum av klass ISO 1 tillåter inga partiklar i den storleken och endast 12 partiklar per kubikmeter 0,3 µm och mindre (se tabell längre ned i artikeln).

## Översikt
Renrum kan vara mycket stora och rymma hela fabriker med fabriksgolv som täcker tusentals kvadratmeter. I stor utsträckning används renrum i halvledartillverkning, bioteknik, biovetenskap och andra områden som är mycket känsliga för miljöföroreningar.
Inkommande luft till ett renrum är filtrerad för att avlägsna damm. Inuti recirkuleras luften ständigt genom högeffektiva luftpartikelfilter (HEPA) och/eller (ULPA) filter med ultralåg luftpenetration för att avlägsna internt genererade föroreningar.
Personal som går in och ut passerar luftslussar och ibland även luftduschar. De måste bära skyddskläder som kåpor, ansiktsmasker, handskar, stövlar och overaller.
Utrustning inom renrummet är konstruerad för att generera ett minimum av luftföroreningar. Här finns även specialiserade moppar och hinkar. Renrumsmöbler är utformade för att avge ett minimum av partiklar och är enkla att rengöra.
Material av naturliga fibrer såsom papper, penna, och textilier är ofta uteslutna, men alternativ finns att tillgå. Renrum är inte sterila (det vill säga fria från mikrober). Mer uppmärksamhet ägnas istället åt luftburna partiklar. Partikelhalter testas normalt med hjälp av partikelräknare.
Vissa renrum håller ett övertryck så att om några läckor finns, läcker luft ut ur kammaren och hindrar ofiltrerad luft från att komma in.
En del renrum med HVAC-system håller luftfuktigheten på låga nivåer. Extra utrustning som "jonisatorer" behövs då för att undvika elektrostatisk urladdning (ESD).
I renrum med låga krav krävs bara specialskor, med helt släta sulor som inte plockar upp damm eller smuts. Skosulor får inte förorsaka halka eftersom säkerhet alltid har företräde. För att gå in i ett renrum krävs vanligtvis att man har på sig renrumskläder.
I andra renrum, där normerna för luftföroreningar är mindre rigorösa, kan ingången till renrummet sakna luftdusch. Där finns en hall (känd som ett "grårum"), i vilket särskilda kläder måste tas på, men sedan kan en person gå in direkt till rummet (som visas i bilden till höger).
Vissa fabriker använder inte helt klassificerade renrum, men använder några renrumsmetoder för att upprätthålla sina renhetskrav.

## Principer för luftflöde
|  |  |

Renrum håller luften partikelfri genom att använda antingen HEPA- eller ULPA-filter som utnyttjar laminärt eller turbulent luftflöde. Luftsystem för laminärt eller enkelriktat flöde leder ned filtrerad luft i en konstant ström mot filter som finns i väggarna nära renrummets golv eller genom förhöjda perforerade golvpaneler. Luften återcirkuleras därefter. Laminärt luftflödessystem tar ofta över 80 procent av takytan i anspråk för att bibehålla konstant luft bearbetning. Rostfritt stål eller andra rostfria material används för att konstruera laminära luftflödesfilter och huvar som förhindrar ytterligare partiklar att komma in i luften. Vid turbulent eller icke-enkelriktat luftflöde används både huvor för laminärt luftflöde såväl som icke-specifika hastighetsfilter för att hålla luften i ett renrum i ständig rörelse, men all luft håller inte samma riktning. Med grov luft fångas partiklar som kan finnas i luften och drivs ned mot golvet, där de går in i filter och lämnar renrumsmiljön.

## Renrumsklassificeringar
Renrum klassificeras beroende på antalet och storleken på partiklar som tillåts per luftvolym. Ett högt nummer som "klass 100" eller "klass 1000" hänvisar till FED-STD-209E, och anger antalet partiklar av storlek 0,5 µm eller större som tillåts per kubikfot luft. Standarden tillåter också interpolering, så det är möjligt att beskriva till exempel "Klass 2000".
En diskret-partikel-räkning, ljusspridande instrument används för att bestämma koncentrationen av luftburna partiklar, som är lika med eller större än specificerade storlekar, som är angivna i provplatser.
Små siffror hänvisar till ISO 14644-1 standarder, vilket anger den decimala logaritmen av antalet partiklar 0,1 µm eller större tillåts per kubikmeter luft. Så har till exempel ett ISO klass 5 renrum högst 105 = 100.000 partiklar per kubikmeter.
Standarden FS 209E såväl som ISO 14644-1 förutsätter logaritmiska samband mellan partikelstorlek och partikelkoncentration. Därför finns inget sådant som noll partikelkoncentration. Tabellens platser utan poster är icke-relevanta kombinationer av partikelstorlekar och renhetsklasser, och bör inte läsas som noll.
1 kubikmeter är ungefär 35 kubikfot. Båda standarderna är oftast lika när man mäter 0,5 um partiklar, även om teststandarder skiljer sig åt. Vanlig rumsluft är omkring klass 1.000.000 eller ISO 9.

### US FED STD 209E renrumsstandarder
| Klass   | Max partiklar/kubikfot | Max partiklar/kubikfot | Max partiklar/kubikfot | Max partiklar/kubikfot | Max partiklar/kubikfot | ISO motsvarande |
| Klass   | =0.1 µm                | =0.2 µm                | =0.3 µm                | =0.5 µm                | =5 µm                  | ISO motsvarande |
| 1       | 35                     | 7                      | 3                      | 1                      |                        | ISO 3           |
| 10      | 350                    | 75                     | 30                     | 10                     |                        | ISO 4           |
| 100     |                        | 750                    | 300                    | 100                    |                        | ISO 5           |
| 1,000   |                        |                        |                        | 1,000                  | 7                      | ISO 6           |
| 10,000  |                        |                        |                        | 10,000                 | 70                     | ISO 7           |
| 100,000 |                        |                        |                        | 100,000                | 700                    | ISO 8           |

Standarden US FED STD 209E avskaffades officiellt av General Services Administration of the US Department of Commerce 29 november 2001, men används fortfarande i stor utsträckning.

### ISO 14644-1 renrumsstandarder
| Klass | Max partiklar/kubikmeter | Max partiklar/kubikmeter | Max partiklar/kubikmeter | Max partiklar/kubikmeter | Max partiklar/kubikmeter | Max partiklar/kubikmeter | FED STD 209E equivalent |
| Klass | =0.1 µm                  | =0.2 µm                  | =0.3 µm                  | =0.5 µm                  | =1 µm                    | =5 µm                    | FED STD 209E equivalent |
| ISO 1 | 10                       | 2                        |                          |                          |                          |                          |                         |
| ISO 2 | 100                      | 24                       | 10                       | 4                        |                          |                          |                         |
| ISO 3 | 1,000                    | 237                      | 102                      | 35                       | 8                        |                          | Klass 1                 |
| ISO 4 | 10,000                   | 2,370                    | 1,020                    | 352                      | 83                       |                          | Klass 10                |
| ISO 5 | 100,000                  | 23,700                   | 10,200                   | 3,520                    | 832                      | 29                       | Klass 100               |
| ISO 6 | 1,000,000                | 237,000                  | 102,000                  | 35,200                   | 8,320                    | 293                      | Klass 1000              |
| ISO 7 |                          |                          |                          | 352,000                  | 83,200                   | 2,930                    | Klass 10,000            |
| ISO 8 |                          |                          |                          | 3,520,000                | 832,000                  | 29,300                   | Klass 100,000           |
| ISO 9 |                          |                          |                          | 35,200,000               | 8,320,000                | 293,000                  | Rumsluft                |

### BS 5295 renrumsstandarder
|         | Max partiklar/kubikmeter |           |         |        |        |
| Klass   | =0.5 µm                  | =1 µm     | =5 µm   | =10 µm | =25 µm |
| Klass 1 | 3,000                    |           | 0       | 0      | 0      |
| Klass 2 | 300,000                  |           | 2,000   | 30     |        |
| Klass 3 |                          | 1,000,000 | 20,000  | 4,000  | 300    |
| Klass 4 |                          |           | 200,000 | 40,000 | 4,000  |

BS 5295 Klass 1 kräver också att största partikeln i ett prov inte är större än 5 µm.

### GMP EU klassificering
Referens:
| Klass   | Max partiklar/kubikmeter    | Max partiklar/kubikmeter    | Max partiklar/kubikmeter   | Max partiklar/kubikmeter   |
| Klass   | Underutrustade förhållanden | Underutrustade förhållanden | Normala arbetsförhållanden | Normala arbetsförhållanden |
| Klass   | 0.5 µm                      | 5 µm                        | 0.5 µm                     | 5 µm                       |
| Klass A | 3520                        | 20                          | 3520                       | 20                         |
| Klass B | 3520                        | 29                          | 352000                     | 2900                       |
| Klass C | 352000                      | 2900                        | 3520000                    | 29000                      |
| Klass D | 3520000                     | 29000                       | n/a                        | n/a                        |